# Streckad vävare
Streckad vävare (Ploceus manyar) är en asiatisk fågel i familjen vävare inom ordningen tättingar.

## Utseende
Streckad vävare är en liten (12-13 centimeter) men storhuvad vävare med kraftig näbb, kort avskuren stjärt och korta ben. Hanen är gul hjässa, mörk sida på huvudet, under häckningen svart näbb och kraftig streckning på den brunvita undersidan. Honan är mörk på kinden och hjässan, har bengul näbb, gult ögonbrynsstreck samt gul fläck på sidan av halsen.

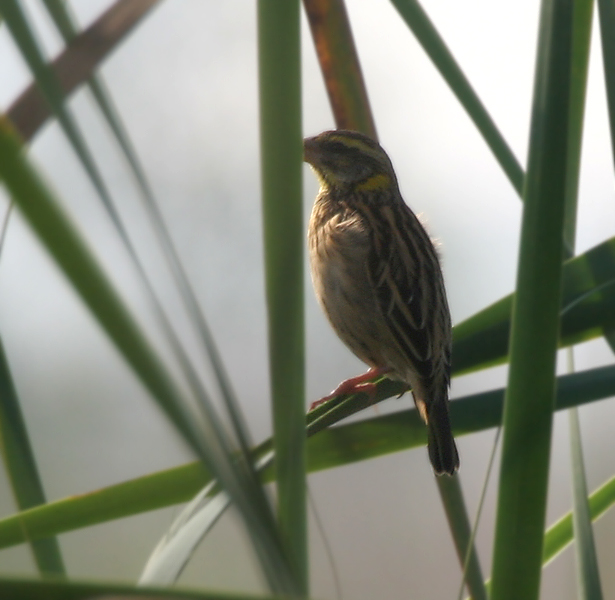
Hona nära Hyderabad, Indien.
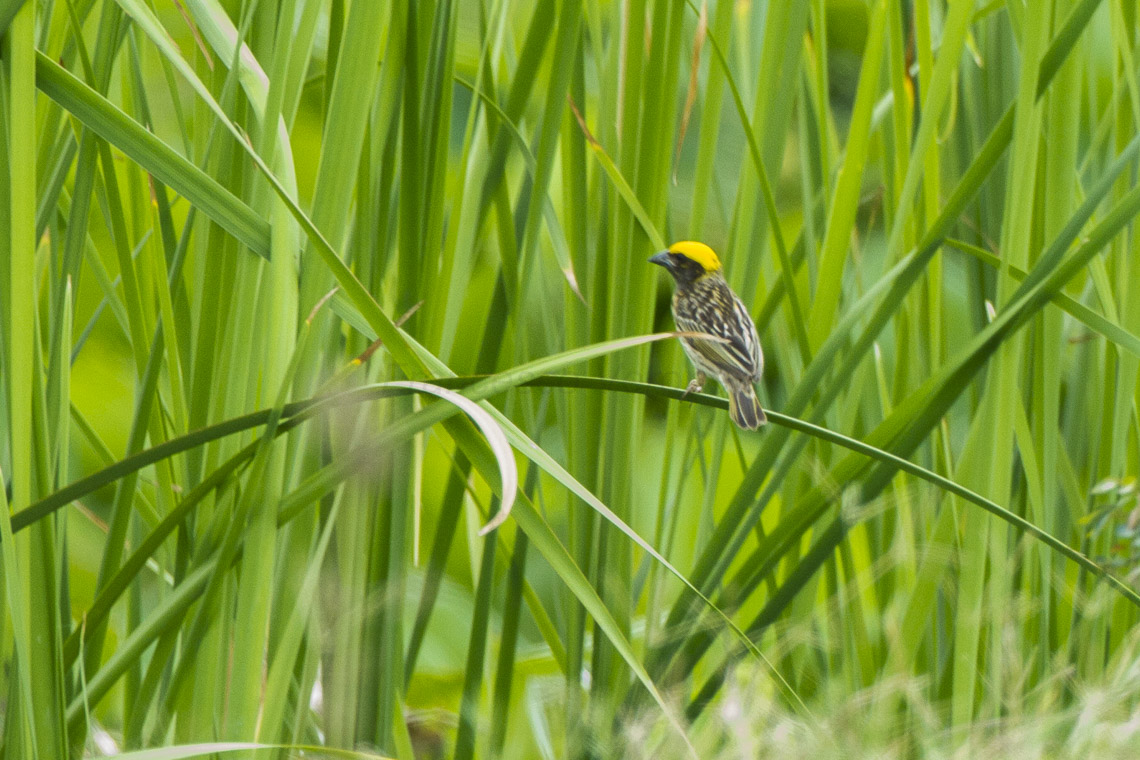
Hane i typisk miljö i Thailand.
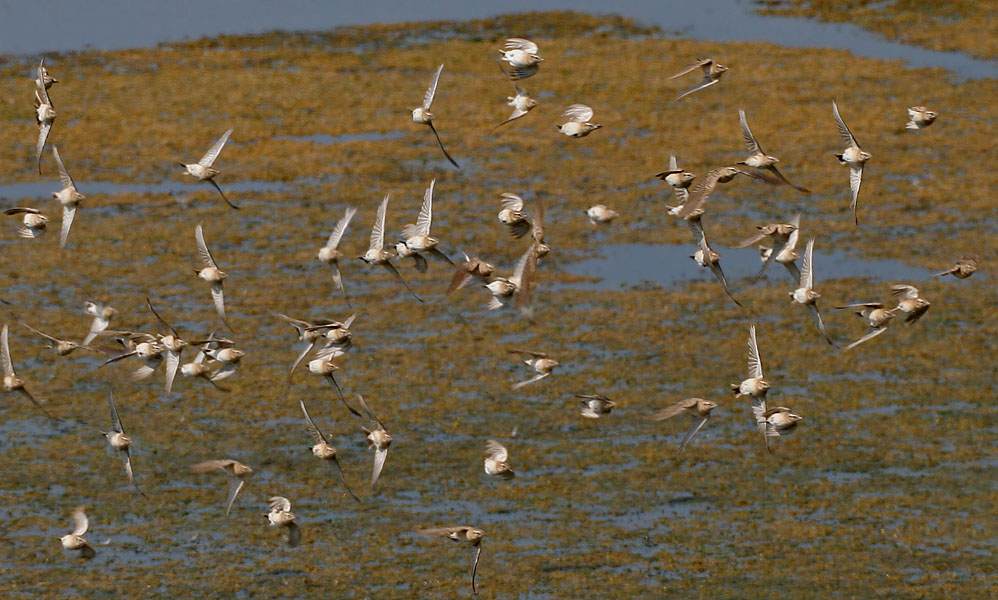
En flock med streckiga vävare i Andhra Pradesh, Indien.

## Utbredning och systematik
Streckad vävare delas in i fyra underarter:
- P. m. flaviceps – förekommer i låglänta områden från östra Pakistan till västra Indien och Sri Lanka
- P. m. peguensis – förekommer från nordöstra Indien (Assam) till Bangladesh och norra Myanmar
- P. m. williamsoni – förekommer från sydvästra Kina (Yunnan) till Thailand och Vietnam
- P. m. manyar – förekommer på Java, Bali och Bawean

Arten förekommer även i Qatar, Saudiarabien, Förenade Arabemiraten och numera även Oman där den är införd, och burrymlingar har även etablerat kolonier i vass i Nildeltat i norra Egypten.

## Status och hot
Arten har ett stort utbredningsområde och en stor population med stabil utveckling som inte tros vara utsatt för något substantiellt hot. Utifrån dessa kriterier kategoriserar internationella naturvårdsunionen IUCN arten som livskraftig (LC). Världspopulationen har inte uppskattats men den beskrivs som vanlig i Pakistan, Indien och Sri Lanka men sällsynt i Nepal och Bangladesh.

## Namn
Fågelns vetenskapliga namn manyar kommer av det tamilska namnet Manja för olika vävare. Arten kallas på svenska även streckad vävare.